# Kastelen en stadsmuren van King Edward in Gwynedd

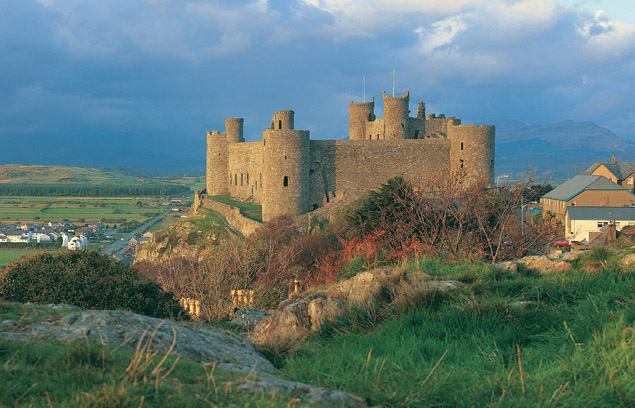
Harlech Castle

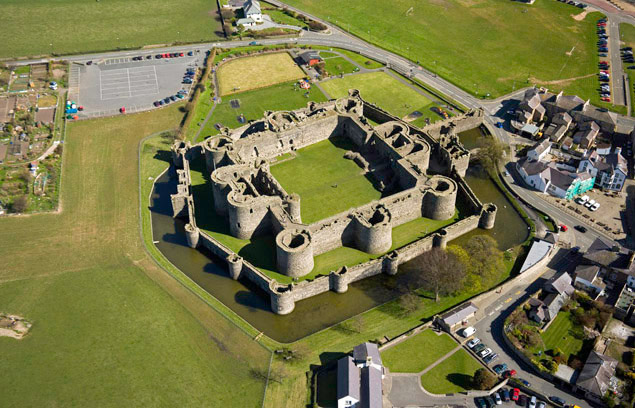
Beaumaris Castle met zijn volledig dubbele ommuring

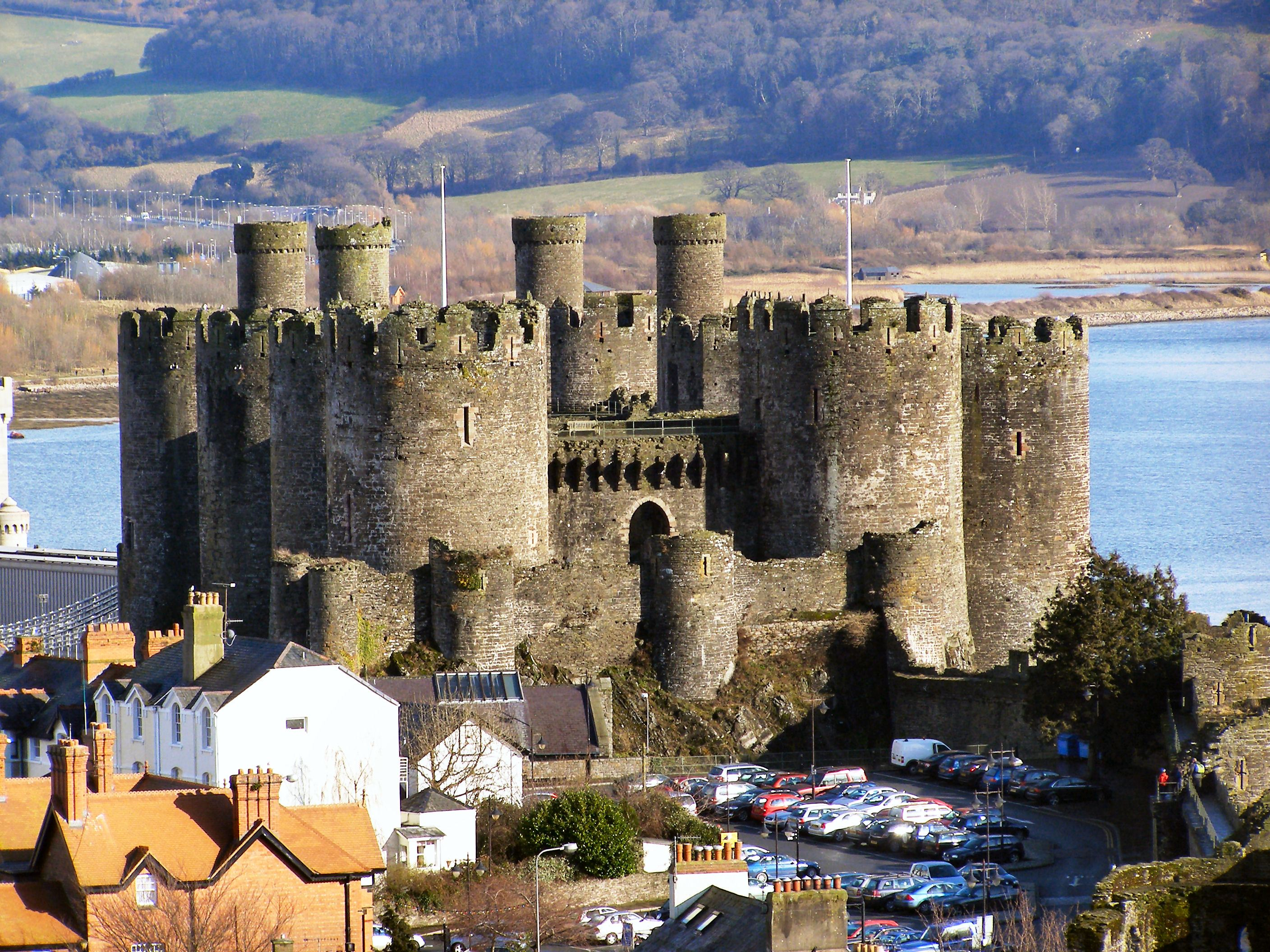
Conwy Castle

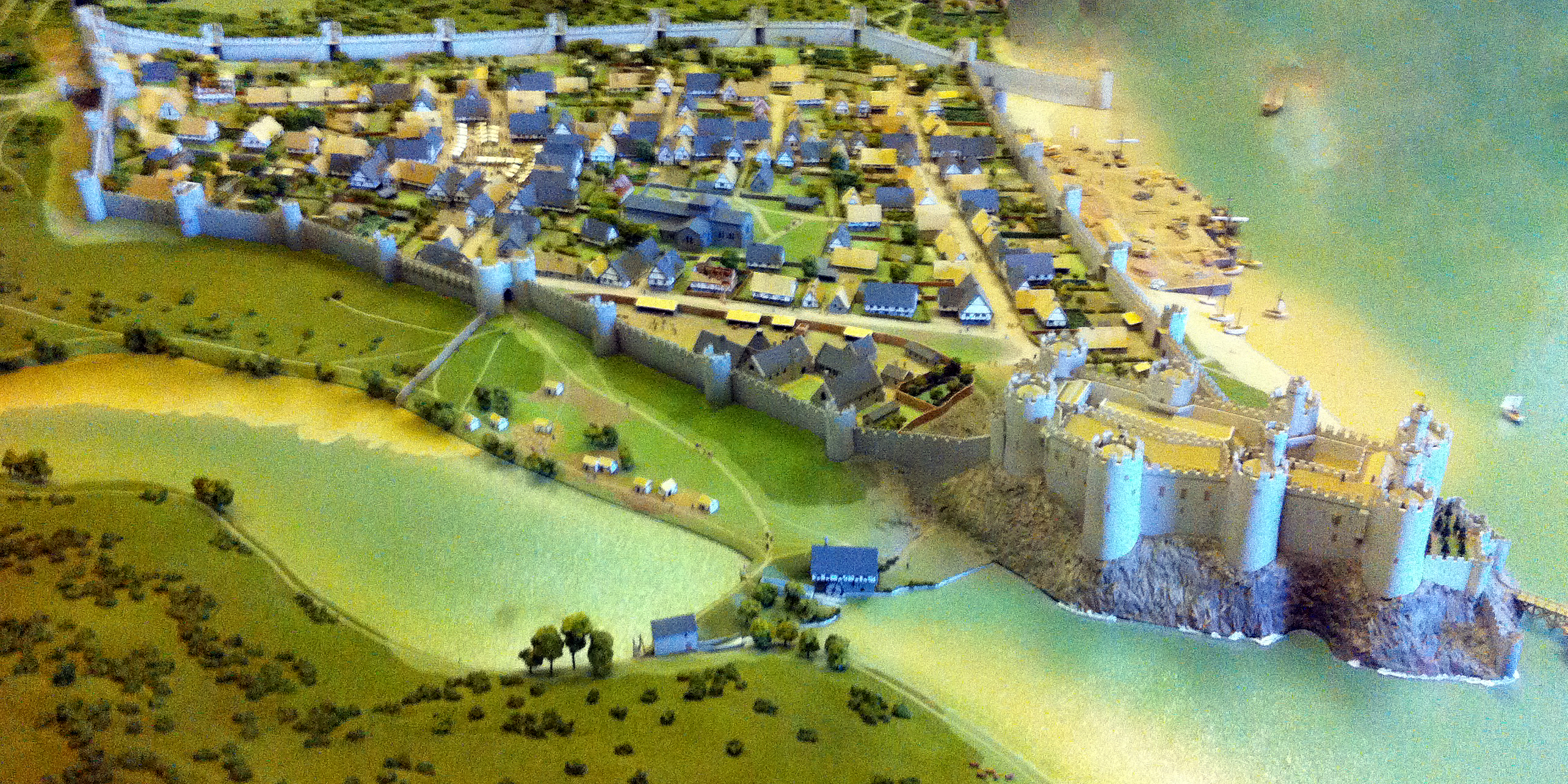
Reconstructie van hoe het kasteel en de stadsmuren van Conwy er begin 14e eeuw uitzagen

De Kastelen en stadsmuren van King Edward in Gwynedd is de verzamelnaam voor
vier kastelen en twee stadsommuringen in Gwynedd die zijn gerelateerd aan koning Eduard I van Engeland (King Edward I) en die op de UNESCO werelderfgoedlijst staan:
- Beaumaris Castle in Anglesey
- Caernarfon Castle en de stadsmuren van Caernarfon
- Conwy Castle en de stadsmuren van Conwy
- Harlech Castle in Harlech

De UNESCO beschouwt deze kastelen en stadsmuren als de beste voorbeelden van laat 13e en begin 14e eeuwse militaire bouwwerken in Europa.

## Aanleiding en bouw
Na de verovering van Engeland door Willem de Veroveraar in 1066 ontstond er een eeuwenlange machtsstrijd over de controle van Wales tussen de koningen van Engeland en de machtige Welshe prinsen. Nadat koning Eduard I van Engeland de Welshe opstand van 1282 had neergeslagen, besloot hij dat een permanente aanwezigheid van Engelsen een einde moest maken aan de opstanden. Hij begon daarom met het bouwen van kastelen en versterkte steden in Noord-Wales. De nieuwe steden werden de bestuurlijke centra voor de regio en maakten het aantrekkelijk voor Engelsen om naar deze steden te verhuizen. Verschillende bouwprojecten hadden een symbolische betekenis. Zo werd de stad Conwy gebouwd op de plek van Aberconwy abdij, waar de Welshe prinsen van oudsher werden begraven.
Al eerder hadden de Engelsen grotere en duurdere kastelen gebouwd dan die van de Welshe prinsen, maar de forten en steden die nu werden gebouwd gingen een flinke stap verder. Vanuit heel Engeland werden timmerlieden, grachtengravers en metselaars elk voorjaar naar Noord-Wales gebracht en in het najaar weer naar huis. De schaal van de bouwwerken was dusdanig dat het een zware druk legde op de Engelse beroepsbevolking en de zeer hoge kosten drukten zwaar op de schatkist.

## Ontwerp
Koning Eduard I had ruime ervaring met oorlogsvoering en het belegeren van kastelen. Hij had in andere landen allerlei fortificaties gezien en had al verschillende nieuwe versterkte steden laten bouwen in Gascogne en Engeland. Zijn ruime ervaring vertaalde zich in versterkte steden en kastelen volgens de laatste militaire inzichten van het einde van de 13e eeuw. De vier kastelen lagen aan zee en konden daardoor eenvoudig bevoorraad en zo nodig ontzet worden aangezien de Engelsen de zee bij Wales volledig beheersten. De versterkingen bestonden bij Beaumaris en Harlech uit een volledig dubbele ommuring waarbij de binnenste muur hoger was zodat vanaf beide muren de vijand kon worden bestookt. In Conwy was daarvoor geen plaats en werd het kasteel op een steile rots gebouwd. De kastelen kregen schietgaten, barbacanes en weergangen zodat massaal boogschutters konden worden ingezet voor de verdediging. De kastelen worden het toppunt van Engelse kastelenbouw genoemd en de machtigste kastelen die ooit werden gebouwd. Toch hadden ze ook een nadeel: ze waren zo groot en sterk dat er relatief veel soldaten nodig waren om ze te verdedigen en dat was erg kostbaar.
Behalve als militair fort waren de vier kastelen ontworpen om ruimte te bieden voor een bezoek van de koning inclusief zijn hele gevolg. Tegen het einde van de 13e eeuw betekende dit dat ze werden voorzien van voldoende privévertrekken, dienstvertrekken en beveiliging zodat de forten tevens minipaleizen waren.